# Jättegärdsmyg
Jättegärdsmyg (Campylorhynchus chiapensis) är en fågel i familjen gärdsmygar inom ordningen tättingar.

## Utseende
Jättegärdsmygen är som namnet avslöjar en mycket stor gärdsmyg. Arten uppträder ofta tillsammans med något mindre men i övrigt liknande rostryggiga former av kastanjeryggig gärdsmyg. Jättegärdsmygen är dock jämnfärgat roströd på rygg, vingar och stjärt (kastanjeryggig gärdsmyg är kraftigt streckad med svartaktig stjärt).

## Utbredning och systematik
Fågeln förekommer enbart i fuktiga låglänta områden intill Stilla havet i södra Mexiko (Chiapas). Den behandlas som monotypisk, det vill säga att den inte delas in i några underarter.

## Levnadssätt
Jättegärdsmygen hittas i öppna och halvöppna områden med häckar, spridda större träd, stenmurar och buskage. Den påträffas ofta i eller kring byar och trädgårdar. Fågeln födosöker från marken upp till trädkronorna i palmer, men vanligen på låga till medelhöga nivåer. Trots sin storlek är den liksom andra gärdsmygar svår att få syn på.

## Status
Arten har ett relativt begränsat utbredningsområde, men beståndet anses vara stabilt. IUCN kategoriserar arten som livskraftig.